# Enciso (La Rioja)
Pour les articles homonymes, voir Enciso.
Enciso est une commune de la communauté autonome de La Rioja, en Espagne.

## Histoire
Au XIIe siècle, on érigea une tour de fortification. Au XIVe siècle, on la trouva inutile, et on érigea une église à la place, en se servant de cette même tour comme clocher. C'est ainsi que naquit l'église de San Pedro. 
Au XVe siècle, avec les pierres de l'ancien château, on érigea l'église de Santa Maria De La Virgen De La Estrella. 
En 1777, un gigantesque tremblement de terre secoua la région d'Enciso, provoquant entre autres une fissure dans le clocher de Santa Maria De La Virgen De La Estrella, une des églises du village. Cette fissure n'a toujours pas été colmatée de nos jours, et est encore bien visible.

## Géographie
- Enciso est situé à une altitude de 805 mètres dans les montagnes de La Rioja, en Espagne.

## Démographie
| 1900  | 1910  | 1920  | 1930  | 1940  | 1950  | 1960 | 1970 | 1981 |
| ----- | ----- | ----- | ----- | ----- | ----- | ---- | ---- | ---- |
| 1 276 | 1 256 | 1 211 | 1 163 | 1 172 | 1 019 | 780  | 253  | 202  |

| 1991 | 2001 | 2011 | - | - | - | - | - | - |
| ---- | ---- | ---- | - | - | - | - | - | - |
| 188  | 170  | 163  | - | - | - | - | - | - |

## Administration

### Conseil municipal
La ville de Enciso comptait 160 habitants aux élections municipales du 26 mai 2019. Son conseil municipal (en espagnol : Pleno del Ayuntamiento) se compose donc de 5 élus.
| Parti | Parti                                    | Voix | %       | Élus  |
| ----- | ---------------------------------------- | ---- | ------- | ----- |
|       | Parti populaire (PP)                     | 52   | 40,94 % | 4 / 5 |
|       | Partido Riojano (PR+)                    | 45   | 35,43 % | 1 / 5 |
|       | Parti socialiste ouvrier espagnol (PSOE) | 30   | 23,62 % | 0 / 5 |

### Liste des maires
| Mandat    | Maire | Maire                      | Parti        |
| --------- | ----- | -------------------------- | ------------ |
| 1979-1983 |       | Jesús Marín Rueda          | UCD          |
| 1983-1987 |       | Antonio Lafuente Fernández | Indépendants |
| 1987-1991 |       | Antonio Lafuente Fernández | Indépendants |
| 1991-1995 |       | Alejandro Alonso Pérez     | Indépendants |
| 1995-1999 |       | Alejandro Alonso Pérez     | PP           |
| 1999-2003 |       | Rafael Lafuente Fernández  | PP           |
| 2003-2007 |       | Rafael Lafuente Fernández  | PP           |
| 2007-2011 |       | Rafael Lafuente Fernández  | PP           |
| 2011-2015 |       | Rafael Lafuente Fernández  | PP           |
| 2015-2019 |       | Ricardo Ochoa Martínez     | PP           |
| 2019-2023 |       | Ricardo Ochoa Martínez     | PP           |

## Lieux et monuments
- Enciso comporte deux églises datant du XVe et du XIIe siècle. Elles se nomment Santa Maria De La Virgen De La Estrella (Sainte Marie de la Vierge de l'étoile) et San Pedro (Saint Pierre). L'une sonne pendant l'été et l'automne et l'autre, pendant l'hiver et le printemps. Toutes leurs cloches sont électrifiées depuis les années 1970, et fonctionnent en volée tournante ou en tintement. Néanmoins, une cloche de l'église de San Pedro fonctionne encore en volée rétrograde manuelle.

- Enciso est également réputé pour ses nombreuses traces de dinosaure fossilisées dans un état de conservation excellent. Les sites sont ouverts au public et les visites gratuites.

- Enciso comporte une chapelle du XVe siècle, baptisée "Ermita De La Concepción".(Ermitage De La Conception). Elle ne comporte pas de clocher, ni de cloches, est tout le temps fermée, et sous les arcades placées sur son côté droit, on a installé une croix en pierre de style hispano-finnois.

- En face de cet ermitage, se trouve un pont, "El Puente De La Concepción".(Le Pont De La Conception).

- En 2010, un parc thématique d'attraction est construit, quoiqu'en détruisant un cimetière datant de l'époque romaine, en excellent état de conservation. Tous les vestiges seront à jamais perdus, et le parc ouvrira en 2011.

- Le village dispose de deux frontons pour tennis, pelote basque, et autres sports de balles.

- Il n'y a pas de boulangerie dans le village. Le pain est donc apporté de Arnedillo, la commune voisine. La viande est produite en faible quantité par Emciso, un groupe de charcutiers basés au village.

- Garranzo est un village abandonné depuis de nombreuses années, et autrefois habité par certains des actuels habitants de Enciso, au même titre que La Escurquilla, et Turruncún.

- Le village dispose d'une mairie, réputée pour son dinosaure en plastique sortant quand l'horloge sonne les six ou douze coups.

- Il y a, derrière Santa Maria De La Virgen De La Estrella, les ruines d'un vieux château abandonné. Il est le plus vieux de toute La Rioja. Il date du IXe siècle. On peut le visiter à toute heure de la journée par une rampe installée en 2013. Ce château a été jusqu'au  XVe siècle la demeure des seigneurs d'Enciso, date à laquelle il a été abandonné et ses pierres récupérées pour construire l'église de Santa María De La Virgen De La Estrella.

- Derrière l'église de San Pedro, la Via Verde (La Voie Verte) circule. C'est une voie pour piétons et cyclistes.

- Un ermitage, La Virgen Del Campo (La Vierge Du Champ) se dresse à la limite du village, où commence une route menant à Garranzo.